# Dana Jean Phoenix
 (novembre 2023).
Dana Jean Phoenix (née le 30 janvier 1987) est une auteure-compositrice-interprète canadienne de synthwave et une actrice de théâtre musical. Elle est également la chanteuse principale du groupe de funk torontois God Made Me Funky, nommé aux prix Juno.

## Première vie et éducation
Phoenix est diplômée du programme de théâtre musical du Sheridan College et elle a fréquenté l'institut d'improvisation de The Second City.

## Carrière
Phoenix s'est classée deuxième au concours de reprises "Can You Sing" de Perez Hilton avec sa reprise de Starships de Nicki Minaj. Sa musique originale a été présentée sur Big City, Small World de CBC Radio, ainsi que sur Nickelodeon, MTV et Bravo.
En 2013, Phoenix s'est produite dans The Musical of Musicals (The Musical!) au Panasonic Theatre de Toronto, avec des critiques mitigées,.
En 2014, son album Drrty Shooz s'est hissé dans le top 10 du National Electronic Chart (College Radio) de ! earshot. Sa chanson Summer Breakup figurait sur la bande originale du film The Walking Deceased. Cette année-là, elle joua dans la pièce No Chance in Hell au Festival Fringe de Toronto.
En 2015, elle assure les parties de chant sur l'album Funky Fly 'N Free de God Made Me Funky, et elle a joué dans la comédie musicale The Wedding Singer au Stage West à Calgary, pour laquelle elle a reçu une nomination au prix des critiques de théâtre de Calgary pour "Meilleure actrice dans un second rôle dans une comédie musicale".
En 2016, le deuxième album de Phoenix, Le Mirage, figure au  classement national de !earshot (College Radio). Sa collaboration avec l'artiste néerlandais synthwave Timecop1983, Dreams, apparaît dans les films originaux de Netflix Coin Heist et You Get Me.
En 2018, Phoenix entame une tournée en Europe pour la promotion de son album Synth City, se produisant à Vienne, en Pologne, à Londres et à Stockholm.
En 2020, Phoenix sort l'album Megawave en collaboration avec le groupe viennois Powernerd.

## Discographie
Albums studio
- Drrty Shooz (2014)
- Le Mirage (2016)
- Synth City (2017)
- PixelDust (2018)
- Megawave (2020)

EP
- Apprendre à se battre (2009)
- Phoenix Rising (2011)
- Aller à droite (2016 - avec Medsound)
- Courir (2016 - avec I-Vision)

- Phoenix Rock's the Vox - Vol. 1 (2012)

- J'aime me mêler (2010)
- "Nouvelle condition" (2016 - avec Juloboy)
- " Liberté pour votre amour " (2016 - avec Juloboy)
- La Vie synthétique (2018 – avec Julian Emery )
- Comprends-moi (2020)
- Méga-onde (2020)
- "Megawave (Outland Extended Remix)" (2020)
- "Freedom Pass (12" Extended Mix)" (2020 - avec Diamond Field)
- N'arrêtez pas de rêver (2021 - avec de nouvelles arcades)
- " Dreamin ' " (2022 - avec Taurus 1984)